# Себастиан (генерал)
Себастиан (на латински: Sebastianus; † 9 август 378, Адрианопол) e генерал при император Валент.
Себастиан е dux Aegypti между 356 – 358 г. Става comes през 363 г. на император Юлиан Апостат в битките против сасанидите. През 378 г. e magister peditum на провинция Тракия. Участва в битката при Адрианопол против готите и е убит на 9 август 378 г.